# Retorica ad Alessandro
La Retorica ad Alessandro (in latino Rhetorica ad Alexandrum; in greco antico: Τέχνη ῥητορική?) è un trattato tradizionalmente attribuito ad Aristotele. Venne però scritto probabilmente da uno Pseudo-Aristotele e successivamente attribuito ad Anassimene di Lampsaco.

## Autore
Marco Fabio Quintiliano sembra riferirsi a questo lavoro al nome di Anassimene nella Institutio oratoria, come il filologo rinascimento italiano Piero Vettori ha riconosciuto. Questa attribuzione è stata però contestata da alcuni studiosi.

## Contenuto
Completo manuale greco di retorica del IV secolo a.C., la Retorica ad Alessandro ci fornisce uno sguardo prezioso sulla teoria della retorica del tempo, coevo a quanto Aristotele scrisse più o meno nella stessa epoca: del resto, l'autore sostiene di aver basato questo trattato sul Techné di Corace e iTheodectea di Aristotele.
La struttura della Retorica ad Alessandro è, peraltro, simile all'opera di Aristotele. 
I capitoli 1-5 trattano argomenti specifici per ciascuna delle specie di retorica che corrispondono al primo libro dell'opera di Aristotele. I capitoli 6-22 sono sugli "usi", ciò che Aristotele chiama "argomenti", discussi nella seconda parte del suo secondo libro. I capitoli 23-28 parlano dello stile che Aristotele discute nella prima metà del suo terzo libro. Quelli che vanno dal 29 al 37, infine, trattano le discussioni fatte da Aristotele nella seconda parte del suo terzo libro. 
Da questo è chiaro che sia la Retorica ad Alessandro e il Sulla retorica hanno utilizzato una struttura comune per i manuali di retorica del IV secolo a.C. 
A differenza di Aristotele, l'autore della Retorica ad Alessandro non fa uso di esempi che illustrano i suoi precetti; poiché questo trattato differisce da Aristotele, in alcuni dettagli a volte si pensa si sia formato nella tradizione che circonda Isocrate, ma non vi è alcuna chiara evidenza di questo. 
Il trattato Retorica ad Alessandro non sembra aver avuto un grande impatto sugli studi retorici dell'epoca e non è citato spesso in seguito. Probabilmente è sopravvissuto perché lo si riteneva opera di Aristotele.